# Abu Dijab Szark
Abu Dijab Szark (arab. أبو دياب شرق) – miejscowość w Egipcie, w muhafazie Kina. W 2006 roku liczyła 14 915 mieszkańców.